# Nuevo Chuchucruz
Nuevo Chuchucruz är en ort i Mexiko.   Den ligger i kommunen Tumbalá och delstaten Chiapas, i den sydöstra delen av landet, 800 km öster om huvudstaden Mexico City. Nuevo Chuchucruz ligger 205 meter över havet och antalet invånare är 104.
Terrängen runt Nuevo Chuchucruz är varierad. Runt Nuevo Chuchucruz är det ganska tätbefolkat, med 56 invånare per kvadratkilometer. Närmaste större samhälle är Joshil, 19,8 km väster om Nuevo Chuchucruz. I omgivningarna runt Nuevo Chuchucruz växer i huvudsak städsegrön lövskog.